# Gaby Sánchez
Ne pas confondre avec Gary Sánchez.
Gabriel Sánchez (né le 2 septembre 1983 à Miami, Floride, États-Unis) est un joueur de premier but de baseballayant évolué de 2008 à 2014 dans la Ligue majeure de baseball et représenté les Marlins de la Floride au match des étoiles 2011.

## Carrière

### Marlins de la Floride

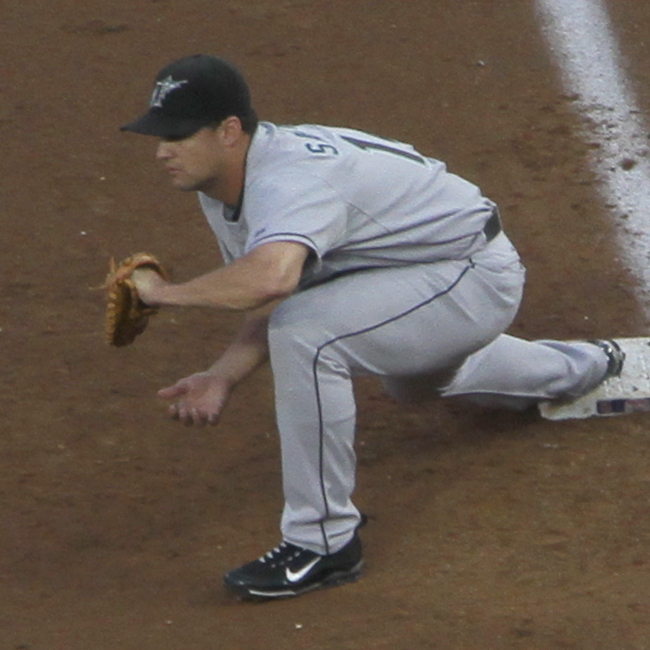
Gaby Sánchez en 2010 avec les Marlins.

Après des études secondaires à la Brito High School de Miami (Floride), Gaby Sanchez suit des études supérieures à l'Université de Miami où il porte les couleurs des Miami Hurricanes de 2003 à 2005.  
Il est drafté le 7 juin 2005 par les Marlins de la Floride au quatrième tour de sélection. Il perçoit un bonus de 250 000 dollars à la signature de son premier contrat professionnel le 8 juin 2005. 
Chez les Carolina Mudcats, l'équipe de ligue mineure de niveau Double-A où il évolue la majorité de la saison 2008, il produit 92 points et affiche une moyenne au bâton de 0,314 en 133 parties pour être nommé joueur par excellence de la Southern League à la fin de la saison. 
Il intègre l'effectif élargi des Marlins en fin de saison 2008 et fait ses débuts en Ligue majeure le 17 septembre 2008. Il dispute cinq matchs avec les Marlins en fin de saison, et à sa cinquième partie réussit enfin son premier coup sûr, face au lanceur des Nationals de Washington, Tim Redding. Avec trois coups sûrs en cinq, dont deux doubles, dans ce match, Sanchez obtient aussi son premier point produit.
En 2009 il est affecté en Triple-A chez les Zephyrs de la Nouvelle-Orléans de la Ligue de la côte du Pacifique. Rappelé par les Marlins à quelques reprises durant l'année, il joue 21 matchs avec le club, et réussit son premier coup de circuit dans le baseball majeur le 12 septembre contre Logan Kensing, lanceur pour Washington.

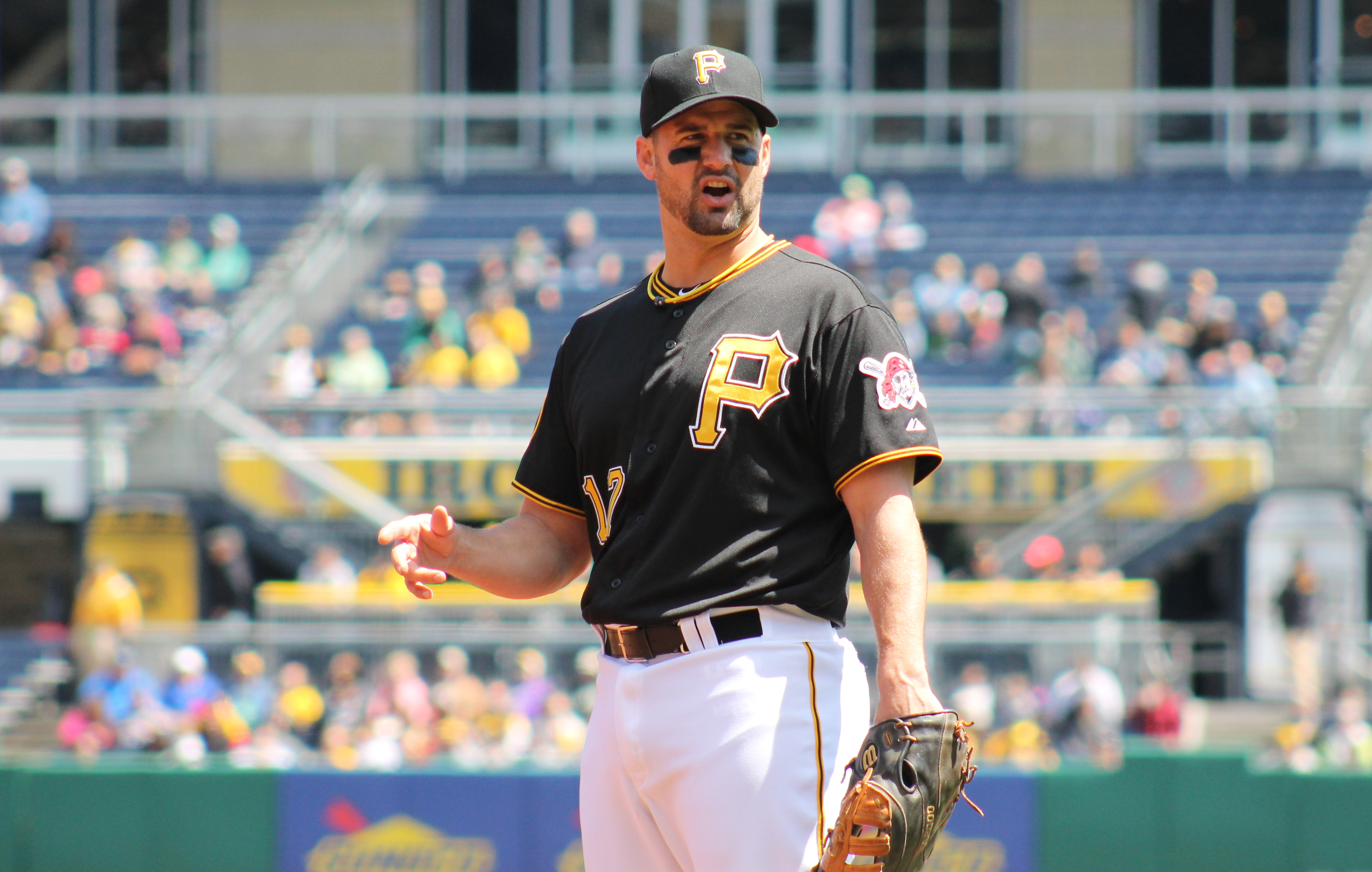
Gaby Sánchez en 2014 avec les Pirates.

Joueur de premier but prometteur, il force les Marlins à déplacer Jorge Cantú du premier au troisième coussin et lui confier cette position en défensive sur une base permanente en 2010. Sanchez connaît du succès à sa saison recrue : moyenne au bâton de ,273 avec 156 coups sûrs, dont 37 doubles et 19 circuits, 72 points marqués et 85 points produits. Il termine au quatrième rang du vote au titre de recrue de l'année de la Ligue nationale, recevant deux votes de première place au scrutin remporté par le receveur des Giants de San Francisco, Buster Posey.
Il reçoit en juillet 2011 sa première invitation au match des étoiles du baseball majeur et est le seul représentant des Marlins dans cette partie. Il égale son total de 19 circuits de la saison précédente, produit 78 points et mène son équipe avec 35 doubles.
Sanchez éprouve beaucoup d'ennuis en 2012. Ses difficultés en offensive amènent les Marlins à le céder aux ligues mineures. En 55 parties jouées pour le grand club, il ne frappe que pour ,202 de moyenne au bâton avec 3 circuits et 17 points produits.

### Pirates de Pittsburgh
Le 31 juillet 2012, les Pirates de Pittsburgh obtiennent Sanchez et le lanceur droitier des ligues mineures Kyle Kaminska des Marlins de Miami en retour du voltigeur Gorkys Hernandez et d'un choix de repêchage,. Sánchez frappe 4 circuits et produit 13 points en 50 parties pour Pittsburgh, complétant sa saison 2012 avec 7 circuits et 30 points produits en 105 matchs pour deux clubs.

### Japon
Libéré par les Pirates de Pittsburgh après la saison 2014, Sánchez signe un contrat avec les Tohoku Rakuten Golden Eagles de la Ligue Pacifique du Japon.

## Statistiques
| Saison | Équipe  | G   | AB  | R  | H   | 2B | 3B | HR | RBI | SB | BA   |
| ------ | ------- | --- | --- | -- | --- | -- | -- | -- | --- | -- | ---- |
| 2008   | Floride | 5   | 8   | 0  | 3   | 2  | 0  | 0  | 1   | 0  | .375 |
| 2009   | Floride | 21  | 21  | 2  | 5   | 0  | 0  | 2  | 3   | 0  | .238 |
| 2010   | Floride | 151 | 572 | 72 | 156 | 37 | 3  | 19 | 85  | 5  | .273 |
| Totaux | Totaux  | 177 | 601 | 74 | 164 | 39 | 3  | 21 | 89  | 5  | .273 |

Note : G = Matches joués ; AB = Passages au bâton; R = Points ; H = Coups sûrs ; 2B = Doubles ; 3B = Triples ; 
HR = Coup de circuit ; RBI = Points produits ; SB = Buts volés ; BA = Moyenne au bâton.